# (1042) Amazone
(1042) Amazone – planetoida należąca do zewnętrznej części pasa głównego asteroid okrążająca Słońce w ciągu 5 lat i 303 dni w średniej odległości 3,24 au. Została odkryta 22 kwietnia 1925 roku w Landessternwarte Heidelberg-Königstuhl w Heidelbergu przez Karla Reinmutha. Nazwa planetoidy pochodzi od mitycznych Amazonek. Została zaproponowana przez Gustava Strackego. Przed jej nadaniem planetoida nosiła oznaczenie tymczasowe (1042) 1925 HA.